# Chiesa di San Rocco (Guardiagrele)
La chiesa di San Rocco, già chiesa di Santa Maria del Riparo, si trova a Guardiagrele, in provincia di Chieti. È parte integrante della collegiata di Santa Maria Maggiore.

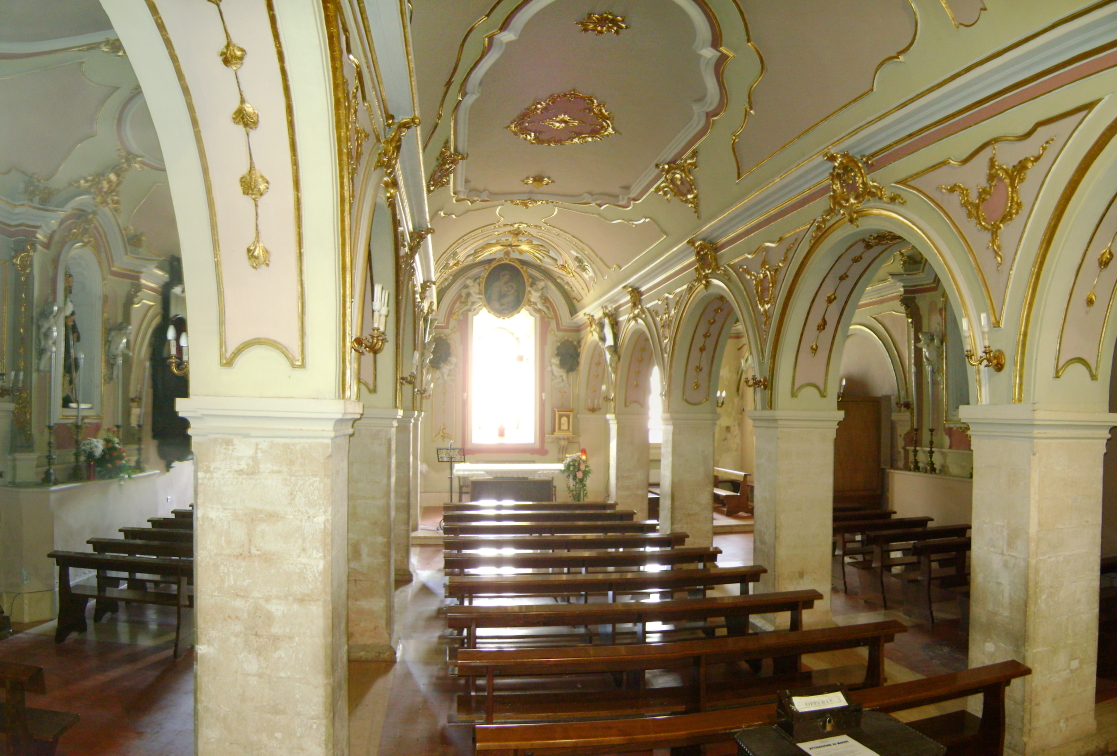
L'interno

## Storia

### La chiesa di Sant'Antonio abate
La chiesa anticamente era intitolata a Sant'Antonio abate, risaliva al XIII secolo circa. Era collegata alla cattedrale mediante un portico di via Cavalieri, e all'ex cappella della Madonna del Riparo. La chiesa è citata dall'Antinori in una nota del 1412 per dei restauri, e si cita l'altare del Suffragio; vengono citati anche la statua di San Giuliano e un ciclo di affreschi, forse di Leonardo da Teramo, il noto "Maestro di Beffi", di cui però oggi non v'è traccia. La chiesa di Sant'Antonio è citata nelle Visite dei vescovi di Chieti, in quella di Mons. Giovanni Oliva, dove fa capire che la chiesa era collegata con il Duomo di Santa Maria, vicina anche alle due chiese addossate della Madonna del Riparo e di San Rocco. Nelle varie Visite, si ricorda quella di Mons. Capece del 1708, in cui la chiesa sostituì nelle celebrazioni liturgiche quella di Santa Maria, danneggiata dal terremoto del 1706. 
Nella Visita di Mons. Sanchez de Luna del 1759, la chiesa di Sant'Antonio è definita succorpo della Chiesa di Santa Maria, e comandò di trasferire il titolo di "Santa Maria del Riparo" nella chiesa di S. Antonio, e di provvederne al restauro. Infatti la chiesa a metà '700 fu completamente rifatta, conservando l'antico impianto a tre navate. Tuttavia i lavori nella Visita del 1766 non erano ancora eseguiti, sicché la chiesa fu interdetta. Nel 1773 vi su trasferito anche il culto di San Rocco. Il materiale di spoglio della chiesa, risalente al XIII secolo, come una statua di pietra della Maiella di Sant'Antonio abate, furono ammucchiati in magazzini. Nonostante gli interessi del prevosto don Filippo Ferrari per istituire un museo civico, il materiale fu allestito solo nel 2018 nell'Antiquarium medievale "Antonio Cadei", presso l'ex convento di San Francesco di Guardiagrele.

### La chiesa di Ognissanti, poi Madonna del Popolo- Chiesa della Madonna del Riparo

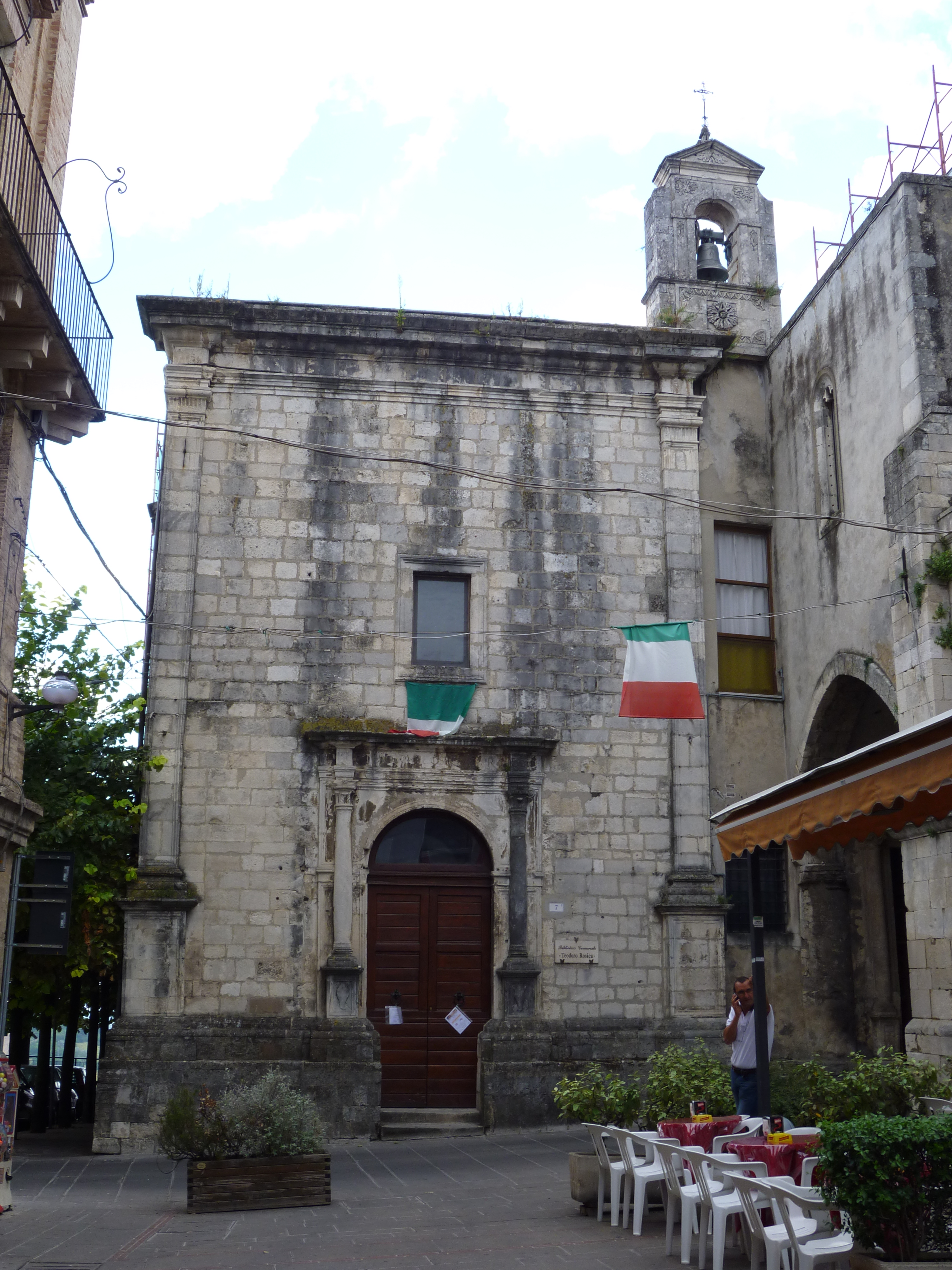
L'ex chiesa di San Rocco, poi biblioteca comunale

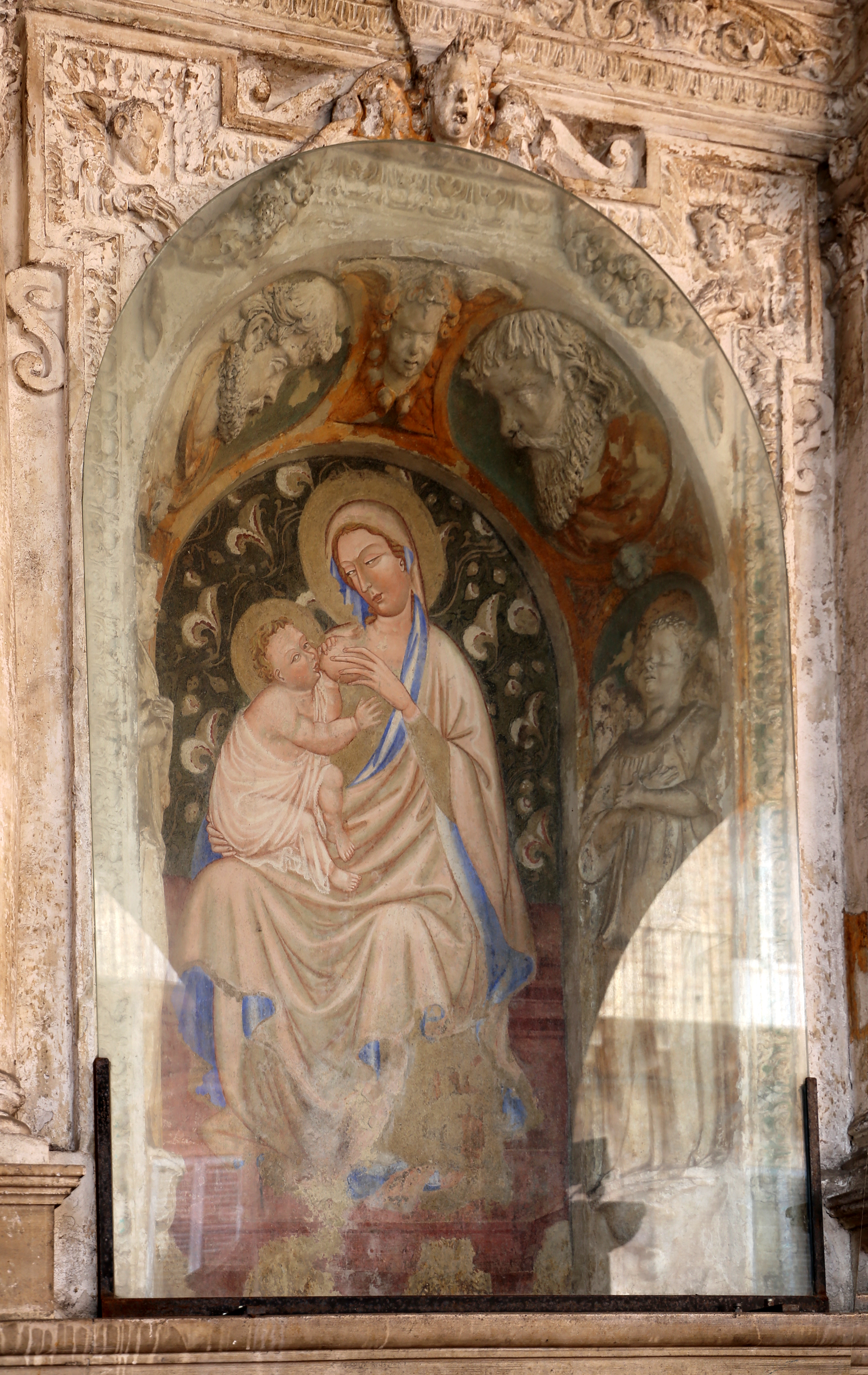
Affresco quattrocentesco della Madonna del Riparo, nel luogo dove sorgeva la chiesa, nel porticato settentrionale del Duomo

Questa chiesa ha il suo ingresso nel lato settentrionale dell'arco di Via Cavalieri sotto il Duomo, affiancata dall'ex chiesa vecchia di San Rocco, attuale biblioteca comunale, e occupava l'area del portico settentrionale del Duomo, dove si trova l'affresco della Madonna del Latte del XV secolo. La chiesa di Ognissanti affiancava quella di San Rocco e quella di Sant'Antonio, poste sul retro del Duomo di Santa Maria.Dopo il XIII secolo il Duomo, per ampliarsi, si appoggiò con la sua mole alla chiesa di Sant'Antonio; la chiesa del Riparo venne realizzata dopo il XV secolo, citata della Visita di Mons. Capece del 1708, avente ivi sede la Confraternita dei Bianchi.
la Chiesa di Ognissanti affiancava la chiesa del Riparo, in seguito cambierà intitolazione alla Madonna del Popolo, la quale nei primi del Novecento sarà trasferita con la Confraternita nella sconsacrata chiesa di Santa Chiara alla villa comunale. La chiesa di Santa Maria del Riparo era amministrata dai procuratori laici. Nei lavori di restauro della ex chiesa di Sant'Antonio, ora sede della Madonna del Riparo, alla fine del XVIII secolo, fu commissionato al pittore locale Nicola Ranieri, un nuovo quadro tondo della Madonna del Latte, per riallacciarsi alla venerazione dell'affresco del XV secolo presso la nicchia del porticato.
Furono realizzate altre opere per la chiesa, nuovi altari, il pulpito in noce, e conservati degli altari antichi del XV secolo.

### La chiesa di San Rocco
La tradizione locale vuole che la chiesetta fosse edificata vicino il Duomo nel XVI secolo, dopo la pestilenza del 1566La chiesetta fu eretta accanto il Duomo, dove sporge la cappella degli Orsini dedicata al Crocifisso o a San Giovanni battista. Nelle Visite dei vescovi di Chieti, la chiesa nel 1621 è descritta come povera di arredi e di rendite, nella Visita di Mons. Sanchez de Luna del 1759 la chiesa possiede un altare dedicato al Santo. Prima del 1773 gli arredi della chiesa erano stati traslati nella chiesa del Riparo, ex Sant'Antonio, e la chiesa sconsacrata rimase interdetta, e utilizzata come magazzino e come carcere nel periodo borbonico e postunitario. Nel 1905 il prevosto Filippo Ferrari voleva destinare la chiesa a Museo civico con del materiale di spoglio da altre chiese, nonché reperti archeologici della necropoli di Comino, tuttavia varie lungaggini glielo impedirono. Nel 1940 la chiesa, che non ospitava più il carcere, era a rischio crollo, ma i lavori di restauro furono compiuto solamente dopo la seconda guerra mondiale, e fu riaperta come biblioteca civica "Teodoro Rosica".

## Descrizione

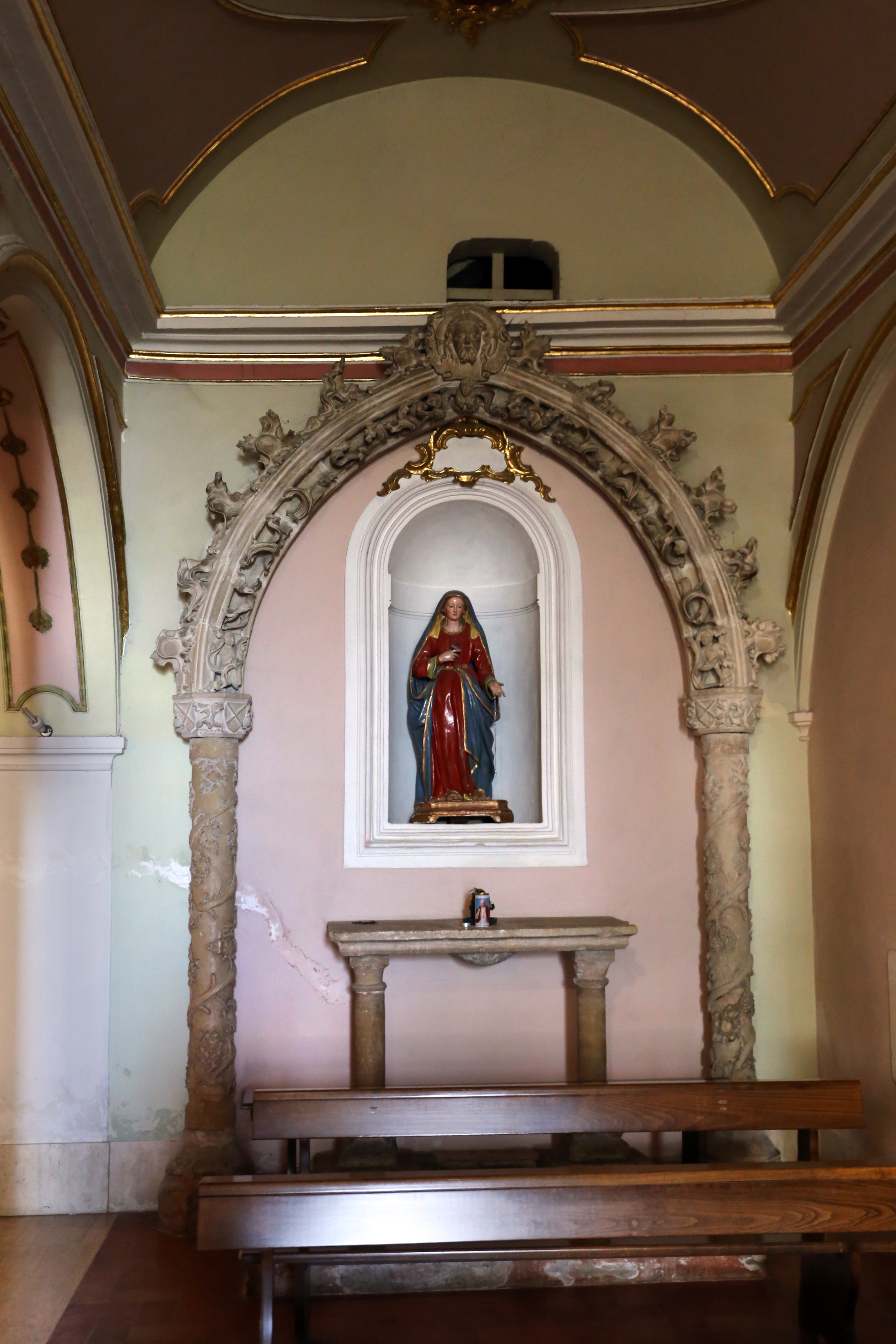
Un altare della controfacciata in stile teutonico del XV secolo

L'ex chiesa antica di San Rocco in piazza Santa Maria ha una facciata settecentesca in pietra, con finestrone centrale, un campanile a vela, e un portale cinquecentesco ad architrave classica, con colonne laterali scanalate circolari, e capitelli ionici. L'interno è a navata unica con volta a botte, una scalinata permette di accedere al piano superiore dove si trova la biblioteca.
La chiesa dell'arco di Via Cavalieri sotto il Duomo di Santa Maria, si articola in tre navate separate da due arcate formate ciascuna da cinque archi a tutto sesto poggianti su massicci pilastri a pianta quadrata. È arricchita da decorazioni barocche in stucco policromo. Nel 1841 la statua medievale di Sant'Antonio, fu sostituita da una in legno dell'ebanista Nunzio Ferrari di Guardiagrele
L'arredo è composto da un confessionale e un pulpito a cipolla dell'ebanista orsognese Modesto Salvini e alcuni dipinti di Nicola Ranieri, fra cui il medaglione rotondo della Madonna del Latte, in fondo alla navata centrale. Sulla controfacciata sono appoggiati due archi gotici in pietra di scuola teutonica del XV secolo, ornati da fusti lavorati a spirale con ramoscelli di quercia e luppolo, delimitati da capitelli sui quali sono impostati gli archi ogivali, impreziositi a loro volta da foglie rampanti e terminanti con l'immagine del Redentore e della Veronica di Cristo, la cui fattura fa supporre alla realizzazione da artisti di inizi Quattrocento. Gali altari laterali a tempio barocco, con angeli laterali, sono della bottega Ferrari di Guardiagrele; ve ne sono due al centro delle navate laterali, uno del Sant'Antonio, a testimoniare l'antico culto della chiesa, con la nicchia e la statua del Santo, il corrispondente opposto è l'altare con la statua di San Rocco di Filippo Tenaglia di Orsogna.